# Ветловушка
Ветловушка — река на полуострове Камчатка в России. Протекает по территории Мильковского района. Длина реки — 16 км.
Начинается на северном склоне горы Ветловая Первая, затем течёт параллельно реке Ветловой в общем северо-западном направлении среди берёзового леса, отделена от неё горой Афонюшкин Камень. В низовьях входит в зону болот, течение реки там не выражено явно. Впадает в реку Большая Вахмина (Сево) (согласно государственному водному реестру — в Ветловую слева на расстоянии 3 км от её устья).
По данным государственного водного реестра России относится к Анадыро-Колымскому бассейновому округу. Код водного объекта — 19070000112120000013390.